# 751
| [ Edytuj tabelę ]          |                                                |
| Król Asturii               | - 739 Alfons I 757                             |
| Cesarz Bizancjum           | - 741 Konstantyn V Kopronim 775                |
| Chan Bułgarii              | - 738 Sewar 753                                |
| Cesarz Chin                | - 712 Tang Xuanzong 756                        |
| Król Essexu                | - 746 Swithred 758                             |
| Król Franków               | - 742 Childeryk III 751 - 751 Pepin Krótki 768 |
| Cesarz Japonii             | - 749 Kōken 758                                |
| Kalif                      | - 750 As-Saffah 754                            |
| Patriarcha Konstantynopola | - 730 Anastazy 754                             |
| Król Longobardów           | - 749 Aistulf 756                              |
| Król Mercji                | - 716 Aethelbald 757                           |
| Król Nortumbrii            | - 737 Eadbert 758                              |
| Papież                     | - 741 Zachariasz 752                           |
| Doża Wenecji               | - 742 Teodato Ipato 755                        |
| Król Wessexu               | - 740 Cuthred 756                              |

Rok 751 / DCCLI
stulecia: VII wiek ~
VIII wiek ~
IX wiek

lata: 741 «
746 «
747 «
748 «
749 «
750 «
751
» 752
» 753
» 754
» 755
» 756
» 761

## Wydarzenia
- Europa
  - Pepin został koronowany na króla Franków przez arcybiskupa Moguncji, Bonifacego.
  - Rawenna została zdobyta przez Longobardów, wyznaczając tym samym koniec panowania bizantyńskiego w Italii.

- Azja
  - Bitwa nad rzeką Tałas